# Saint-Paul-d'Oueil
Saint-Paul-d'Oueil är en kommun i departementet Haute-Garonne i regionen Occitanien i södra Frankrike. Kommunen ligger i kantonen Bagnères-de-Luchon som tillhör arrondissementet Saint-Gaudens. År 2022 hade Saint-Paul-d'Oueil 42 invånare.

## Befolkningsutveckling
Antalet invånare i kommunen Saint-Paul-d'Oueil
Referens:INSEE